# Hegedűsfalva
Hegedűsfalva (szlovákul: Hudcovce) község Szlovákiában, az Eperjesi kerület Homonnai járásában.

## Fekvése
Homonnától 11 km-re délnyugatra, az Ondava völgyének alsó részén fekszik.

## Története
A falu soltész általi betelepítéssel keletkezett a 14. században, a német jog alapján. 1467-ben egy nádori oklevélben említik először, egy tavarnamezői birtokkal kapcsolatos vita során. A 15. század második felében egészen 1684-ig, a család kihalásáig a Drugeth család volt a birtokosa. 1567-ben a falu 5 és háromnegyed portáig adózott, lakói zsellérek voltak. 1582-ben 7 portáig adóztak. 1600-ban a bíróén kívül 18 adózó háztartása volt, ezzel a közepes nagyságú falvak közé számított. A 17. században lakói elszegényedtek. 1610-ben egy és negyed portáig adóztak. Később birtoka volt még itt a Szirmay, Széchy, Barkóczy, Szerviczky és Soós családoknak is. A falu temploma a 17. század előtt épült, 1619-ben történt első említésekor a mogyorósfalvi evangélikus lelkész szolgált itt. A 17. és 18. század fordulóján megemlítik, hogy a templom fából épült. 1720-ban a jobbágyok és zsellérek együtt fél és nyolcad portáig adóztak; a háztartások száma 6 volt, közülük 3 fél egy pedig negyed jobbágytelek. A másik két háztartás zselléreké volt.
A 18. század végén Vályi András így ír róla: „HEGEDÛSFALVA. Huezovce. Tót falu Zemplén Várm. földes Ura Szirmai Uraság, lakosai katolikusok, fekszik Topolokához 1/4 órányira, határja három nyomásbéli, hasonló Hraboczéhoz, szőleje nints, piatza Homonnán.”
1828-ban 31 házában 241 lakos élt.
Fényes Elek 1851-ben kiadott geográfiai szótárában így ír a faluról: „Hegedűsfalva, tót falu, Zemplén vgyében, Leszkocz fil. 200 rom., 36 g. kath., 8 zsidó lak., 565 h. szántófölddel. F. u. gr. Barkóczy, Szirmay. Ut. p. Komarnyik.”
Borovszky Samu monográfiasorozatának Zemplén vármegyét tárgyaló része szerint: „Hegedűsfalva, tót kisközség 37 házzal és 204 róm. kath. vallású lakossal. Postája, távírója és vasúti állomása Homonna. A homonnai uradalom tartozéka volt s már 1467-ben a Drugethek birtoka. 1656-ban, a mikor Hegedősfalvának van írva, Szirmay Pétert iktatják birtokába. Később a Szirmayakkal együtt a Széchy és a Soós családoknak is van itt részük, azután a gróf Barkóczy, báró Perényi, a Malonyay és Szervitzky családok bírják. Jelenleg a Josefovits családé. A községben nincs templom.”
1920 előtt Zemplén vármegye Homonnai járásához tartozott.

## Népessége
| Év:            | 1994. | 2004.   | 2014.   | 2024.    |
| -------------- | ----- | ------- | ------- | -------- |
| Emberek száma: | 407   | 422     | 418     | 376      |
| Eltérés:       |       | +3,68 % | -0,94 % | -10,04 % |

| Év:            | 2023. | 2024.   |
| -------------- | ----- | ------- |
| Emberek száma: | 380   | 376     |
| Eltérés:       |       | -1,05 % |

1910-ben 161, túlnyomórészt szlovák anyanyelvű lakosa volt.
2001-ben 413 lakosából 408 szlovák volt.
2011-ben 431 lakosából 424 szlovák volt.

## Nevezetességei

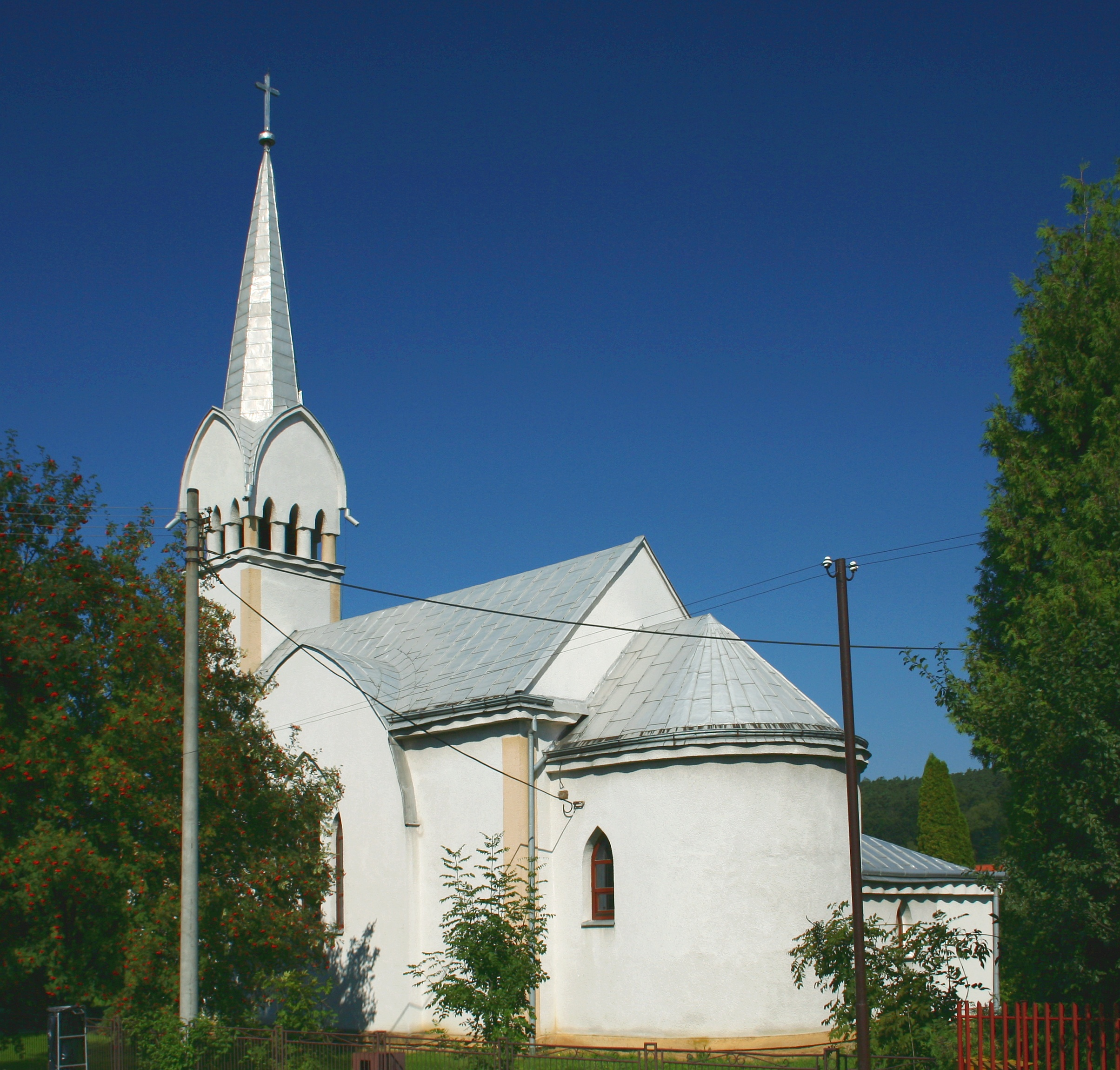

- Lisieux-i Szent Teréz tiszteletére szentelt görögkatolikus temploma 1934-ben épült.

## Külső hivatkozások
- Községinfó
- Hegedűsfalva Szlovákia térképén
- Travelatlas.sk
- E-obce.sk
- Eobec.sk